# David von Schweinitz

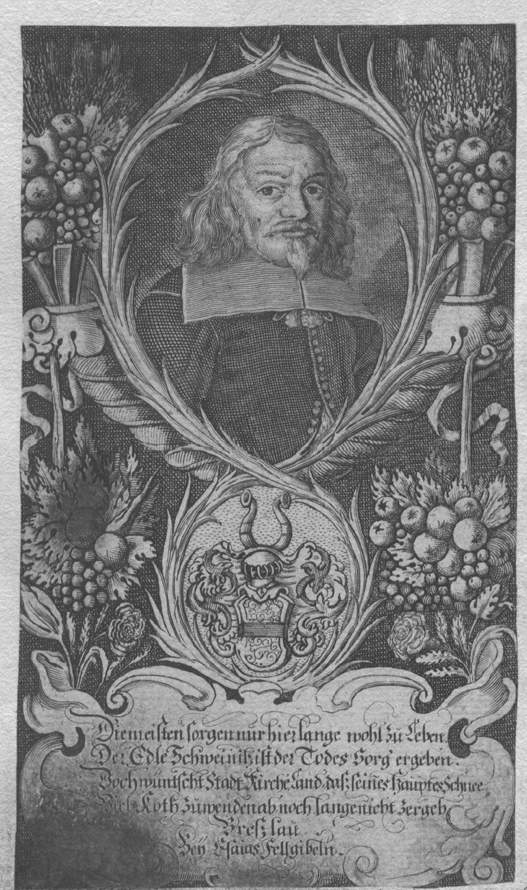
David von Schweinitz, zeitgenössischer Kupferstich

David von Schweinitz (* 28. Mai 1600 in Seifersdorf, Herzogtum Liegnitz, (seit 1945: Rosochata, Woiwodschaft Niederschlesien); † 27. März 1667 in Liegnitz) war ein deutscher Verwaltungsjurist und Autor erbaulicher Schriften.

## Leben
Schweinitz entstammte dem alten schlesischen Adelsgeschlecht derer von Schweinitz. Als Sohn des Christoph von Schweinitz wurde er auf dem Stammschloss der Familie in Seifersdorf im Herzogtum Liegnitz geboren. Er besuchte die Schulen in Schweidnitz (1612) und Liegnitz (1614) sowie das Elisabeth-Gymnasium in Breslau. Ab 1618 studierte er an der Universität Heidelberg Jurisprudenz und Staatswissenschaften. Noch während seines Studiums diente er als außerordentlicher Hofjunker am Kurpfälzischen Hof. 1620 unternahm er eine Kavalierstour, zunächst nach Groningen und im folgenden Jahr Zeeland, Frankreich und England.
Die Nachricht vom Tod seines Vaters ließ ihn jedoch die Reise abbrechen und nach Schlesien zurückkehren. Hier wurde er vom Herzog Georg Rudolf von Liegnitz 1622 zum Hof- und Kammerjunker und 1628 zum Fürstlichen Rat im Regierungskollegium ernannt. Er übernahm verschiedene diplomatische Aufgaben und wurde 1631 zum Landeshauptmann des Herzogtum Wohlau ernannt. Schon zwei Jahre später jedoch musste er mit dem Herzog und seinem Hof wegen der Auswirkungen des Dreißigjährigen Krieges nach Polen und Preußen fliehen.
Erst 1650 konnte Schweinitz nach Schlesien zurückkehren. Er erhielt 1651 das Hofrichteramt im Herzogtum Liegnitz. Nach dem Tod des Herzogs Georg Rudolf 1653 wurde er von dessen drei Neffen und Nachfolgern Georg, Ludwig und Christian, Herzögen zu Liegnitz, Brieg und Wohlau, zum Hofrat in den vorübergehend vereinigten drei Herzogtümern ernannt. Nach der Erbteilung 1654 berief ihn Herzog Ludwig, dem das Herzogtum Liegnitz durch das Los zugefallen war, zu seinem Regierungsrat und Hofrichter und 1657 zum Landeshauptmann. Seit 1665 übte er dieses Amt auch nach dem Tode Ludwigs unter Herzog Christian  bis an sein Lebensende aus.
Er war zweimal verheiratet. Die erste Ehe blieb kinderlos; aus der zweiten, 1629 geschlossen, stammten zwölf Kinder, von denen ein Sohn und sechs Töchter den Vater überlebten.

## Werk
Schweinitz war zeit seines Lebens ein von tiefer Frömmigkeit erfüllter evangelisch-lutherischer Christ. In jungen Jahren stand er dem Kreis um Jakob Böhme nahe, blieb aber bei aller Kritik Lutheraner und kann als Vertreter der Reformorthodoxie angesehen werden, die versuchte, rechte Lehre und rechtes Leben zu verbinden. Er hat eine ganze Reihe von erbaulichen Schriften, Gedichten und Liedern verfasst, die ihm seiner Zeit in der erbaulichen Literatur einen Namen gemacht haben. Insbesondere seine Evangelischen Todesgedanken, ein Buch in der Tradition der Ars moriendi, waren ein viel gelesenes, oft aufgelegtes und ins Französische und Schwedische (durch Carl Michael Bellman) übersetztes Erbauungsbuch. Von seinen zahlreichen geistlichen Liedern haben einzelne eine Zeit lang Eingang in Gesangbücher gefunden; darunter schon 1645 im Breslauer Gesangbuch Mein Jesus ist mein, O Mensch, willst du Gottes Reich und Zu dir von Herzensgrund. Philipp Jacob Spener schätzte ihn sehr, nannte ihn ein teures Werkzeug Gottes und gab seine Kleine Bibel 1699 noch einmal heraus.

## Trivia
Thomas Mann besaß die Erbbibel seiner Familie, welche „mit des Herrn David von Schweinitz Historisch- und Moralischen Versen über jedes Capitul der Heil. Schrift“ ausgestattet war. Diese Bibel lässt er in seinem Roman Doktor Faustus auftauchen.

## Werke

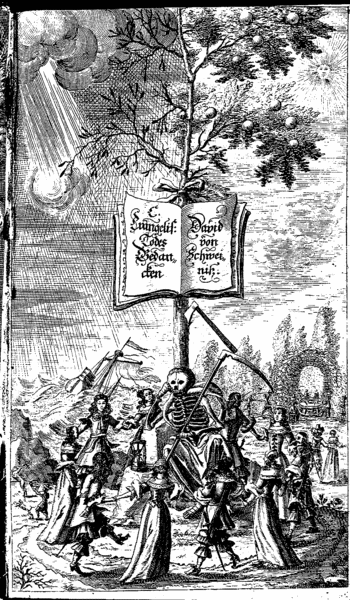
Frontispiz der Hundert Todesgedanken, 1664

- Soliloquia de examine conscientiae s. vera poenitentia oder gute Gedanken von Prüfung des Gewissens oder wahrer Buße. 1626
- Penta-Decas Fidium Cordialium, das ist: Geistliche Hertzensharffe von fünffmahl zehen Seiten / Allen Liebhabern der Geistlichen Musika zu spielen präsentiret. Danzig 1640
- Die kleine Bibel / Das ist / Summarien Über die H. Bibel / so wol derer Historischen Texte / alß der vornembsten Lehren vnd Vermahnungen / jedwedern Capittels. In deutsche Vers gebracht. Danzig 1647
- Genealogia. Derer von Schweinitz / Vor der Zeit vom Swentze Genennet. Dabey Ein Kurtzer Discours von dem Alten und Schlesischen Adel: Zu Ehren-Gedächtnüß Seins Geschlechts und Befreundeten: Auß den alten Uhrkunden Zusammengetragen. Lignitz 1661
- Herzenspsalter, oder geistlich andächtige Gebete über die Psalmen. 1662
- Evangelische Todes-Gedancken, das ist: Vorbereitung eines Christlichen Lebens zum seligen Sterben, Aus den Sonn- und Festtäglichen Evangelien und Episteln abgefasset. Breslau 1663

ab der zweiten Auflage auch: Hundert Todes-Gedancken...